# Désiré Doué
Désiré Nonka-Maho Doué (Angers, 3 juni 2005) is een Frans-Ivoriaans voetballer die doorgaans speelt als vleugelspeler. In augustus 2024 verruilde hij Stade Rennais voor Paris Saint-Germain. Doué maakte in 2025 zijn debuut in het Frans voetbalelftal. Hij is een broer van Guéla Doué en een neef van Marc-Olivier Doué en Yann Gboho, allemaal eveneens voetballer.

## Clubcarrière
Doué speelde vanaf zijn zesde in de jeugdopleiding van Stade Rennais. Vanaf 2021 maakte hij minuten in het tweede elftal en in februari van dat jaar mocht hij voor het eerst meetrainen met het eerste elftal. In april 2022 tekende de middenvelder zijn eerste professionele verbintenis, tot medio 2024. Zijn professionele debuut maakte Doué op 7 augustus 2022, toen in de Ligue 1 met 0–1 werd verloren van FC Lorient door een eigen doelpunt van Arthur Theate. Hij moest van coach Bruno Génésio op de reservebank beginnen en mocht zeventien minuten voor het einde van de wedstrijd invallen voor Flavien Tait.
Zijn eerste doelpunt maakte hij op 31 augustus, thuis tegen Stade Brest. Na doelpunten van zijn teamgenoten Joe Rodon en Martin Terrier en een tegentreffer van Franck Honorat zorgde hij op aangeven van Adrien Truffert voor de 3–1, wat ook de laatste goal van de wedstrijd bleek. Met deze treffer werd hij de eerste doelpuntenmaker uit 2005 in een van de vijf grote Europese competities. In november 2022 werd zijn contract opengebroken en met een jaar verlengd tot en met het seizoen 2024/25. In augustus 2023 kwam er nog een jaar bij zijn contract.
Na zijn tweede seizoen in het eerste elftal van Stade Rennais werd Doué in augustus 2024 voor een bedrag van circa vijftig miljoen euro overgenomen door regerend landskampioen Paris Saint-Germain, waar hij zijn handtekening zette onder een verbintenis voor de duur van vijf seizoenen. Hij speelde direct veelvuldig een rol in het eerste elftal, voornamelijk na de winterstop. PSG kroonde zich tot bekerwinnaar en kampioen in de Ligue 1. In die competitie maakte hij onderdeel uit van het Team van het Jaar en werd hij verkozen tot beste jonge speler van het seizoen.
In zijn eerste seizoen in Parijs maakte Doué de eerste UEFA Champions League-winst uit de clubgeschiedenis mee. In de met 5–0 gewonnen finale tegen Internazionale maakte hij twee doelpunten en gaf hij een assist, waardoor hij de eerste speler ooit werd die betrokken was bij drie doelpunten in een Champions League-finale. Hij werd na afloop van de eindstrijd verkozen tot Man van de Wedstrijd. Net zoals in de Ligue 1 werd de aanvaller ook in de Champions League verkozen in het Team van het Toernooi en tot beste jonge speler van het seizoen.

## Clubstatistieken
| Seizoen | Club                | Competitie | Competitie | Competitie | Beker | Beker | Internationaal | Internationaal | Totaal | Totaal |
| Seizoen | Club                | Competitie | Wed.       | Dlp.       | Wed.  | Dlp.  | Wed.           | Dlp.           | Wed.   | Dlp.   |
| ------- | ------------------- | ---------- | ---------- | ---------- | ----- | ----- | -------------- | -------------- | ------ | ------ |
| 2022/23 | Stade Rennais       | Ligue 1    | 26         | 3          | 1     | 0     | 7              | 1              | 34     | 4      |
| 2023/24 | Stade Rennais       | Ligue 1    | 31         | 4          | 5     | 0     | 6              | 0              | 42     | 4      |
| 2024/25 | Paris Saint-Germain | Ligue 1    | 31         | 6          | 7     | 4     | 16             | 5              | 54     | 15     |
| Totaal  | Totaal              | Totaal     | 88         | 13         | 13    | 4     | 29             | 6              | 130    | 23     |

Bijgewerkt op 6 juni 2025.

## Interlandcarrière
Doué maakte zijn debuut in het Frans voetbalelftal op 23 maart 2025, toen een kwartfinale in de UEFA Nations League gespeeld werd tegen Kroatië. Door doelpunten van Michael Olise en Ousmane Dembélé werd met 2–0 gewonnen, waarna de Fransen de penaltyserie met 5–4 wonnen. Doué moest van bondscoach Didier Deschamps op de reservebank starten en hij mocht in de tweede helft invallen voor clubgenoot Bradley Barcola. Tijdens de penaltyserie was Doué een van de spelers die hun strafschop succesvol verzilverden.
| Interlands van Désiré Doué voor Frankrijk | Interlands van Désiré Doué voor Frankrijk | Interlands van Désiré Doué voor Frankrijk | Interlands van Désiré Doué voor Frankrijk | Interlands van Désiré Doué voor Frankrijk | Interlands van Désiré Doué voor Frankrijk | Interlands van Désiré Doué voor Frankrijk |
| №                                         | Datum                                     | Wedstrijd                                 | Uitslag                                   | Competitie                                | Goals                                     |                                           |
| Als speler bij Paris Saint-Germain        | Als speler bij Paris Saint-Germain        | Als speler bij Paris Saint-Germain        | Als speler bij Paris Saint-Germain        | Als speler bij Paris Saint-Germain        | Als speler bij Paris Saint-Germain        | Als speler bij Paris Saint-Germain        |
| ----------------------------------------- | ----------------------------------------- | ----------------------------------------- | ----------------------------------------- | ----------------------------------------- | ----------------------------------------- | ----------------------------------------- |
| 1                                         | 23 maart 2025                             | Frankrijk – Kroatië                       | 2 – 0                                     | Nations League 2024/25                    |                                           |                                           |
| 2                                         | 5 juni 2025                               | Spanje – Frankrijk                        | 5 – 4                                     | Nations League 2024/25                    |                                           |                                           |

Bijgewerkt op 6 juni 2025.

## Erelijst
| Competitie                                      |                     |                     |                     |                     |
| Competitie                                      | Aantal              | Jaren               |                     |                     |
| Paris Saint-Germain                             | Paris Saint-Germain | Paris Saint-Germain | Paris Saint-Germain | Paris Saint-Germain |
| ----------------------------------------------- | ------------------- | ------------------- | ------------------- | ------------------- |
| UEFA Champions League                           | 1                   | 2024/25             |                     |                     |
| Ligue 1                                         | 1                   | 2024/25             |                     |                     |
| Coupe de France                                 | 1                   | 2024/25             |                     |                     |
| Trophée des Champions                           | 1                   | 2024                |                     |                     |
| UEFA Super Cup                                  | 1                   | 2025                |                     |                     |
| Frankrijk –17                                   |                     |                     |                     |                     |
| EK –17                                          | 1                   | 2022                |                     |                     |
| Individueel                                     |                     |                     |                     |                     |
| Ligue 1 – Speler van de Maand                   | 1                   | Maart 2025          |                     |                     |
| Ligue 1 – Team van het Jaar                     | 1                   | 2024/25             |                     |                     |
| Ligue 1 – Jonge Speler van het Jaar             | 1                   | 2024/25             |                     |                     |
| UEFA Champions League – Team van het Toernooi   | 1                   | 2024/25             |                     |                     |
| UEFA Champions League – Talent van het Toernooi | 1                   | 2024/25             |                     |                     |